# Vale do Café

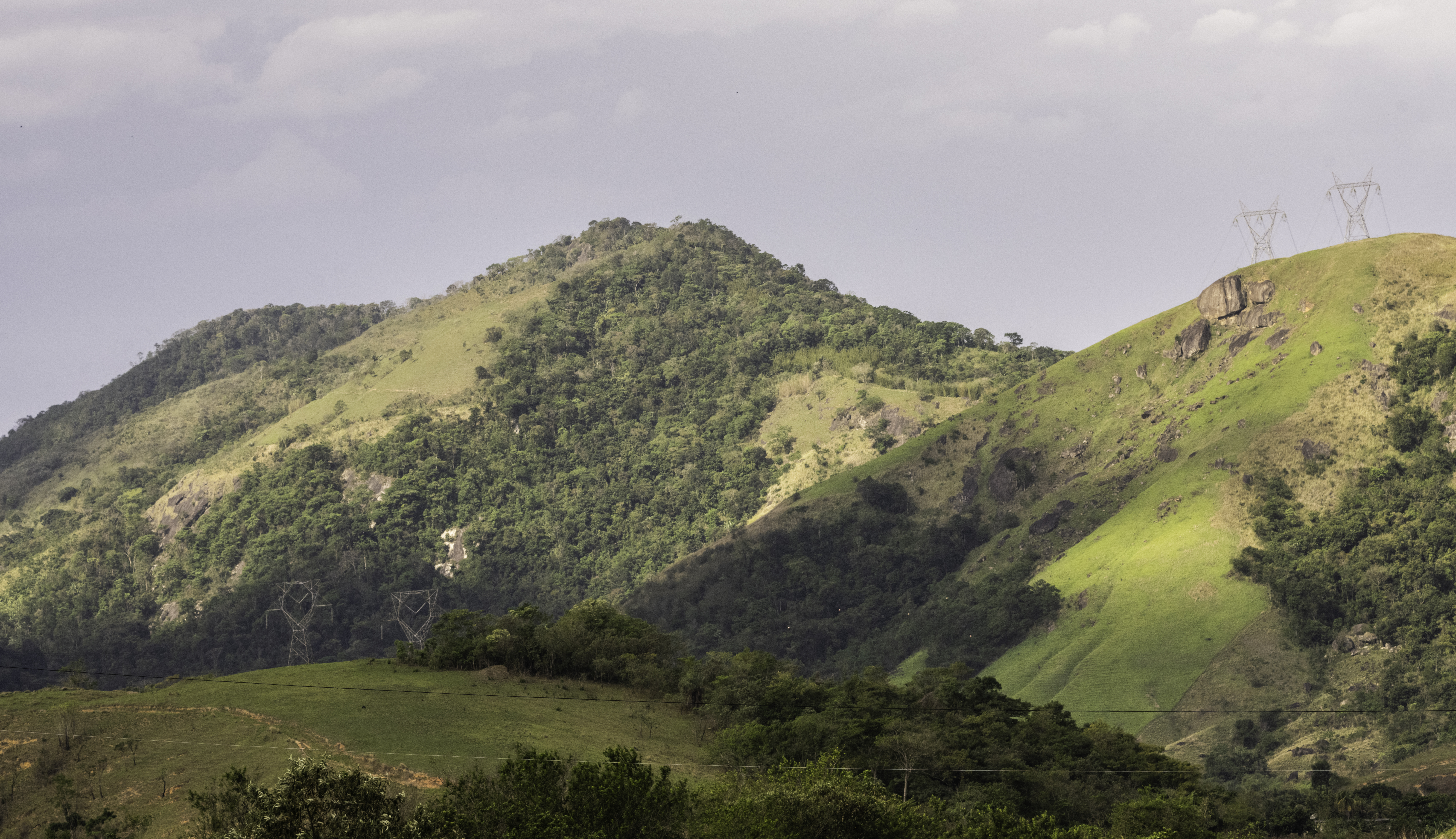
Vale do Café.

Vale do Café é a denominação turística para o conjunto de 15 municípios da região do Vale do Paraíba do Sul Fluminense, localizado a cerca de 120 km da cidade do Rio de Janeiro, Brasil. São eles: Vassouras, Valença, Rio das Flores, Piraí, Engenheiro Paulo de Frontin, Paty do Alferes, Paracambi, Miguel Pereira, Mendes, Barra do Piraí, Pinheiral, Barra Mansa, Rio Claro, Paraíba do Sul e Volta Redonda que, na década de 1860 produziam 75% do café consumido no mundo e garantiam ao Brasil a condição de líder mundial na produção e exportação de café. Hoje cerca de 30 dessas fazendas estão abertas à visitação.
O Vale do Café é um destino turístico em desenvolvimento, que pretende se tornar um pólo turístico regional. Os atuais proprietários das fazendas, por iniciativa própria e com o apoio de entidades como o Intituto Preservale, o IPHAN (Instituto do Patrimônio Histórico e Artístico nacional) e o Sebrae (Serviço Brasileiro de Apoio às Micro e Pequenas Empresas), vêm unindo esforços para manter esse patrimônio histórico.
A Instância de governança do Vale do Café, denominada CitVale, atua desde 2019 , seus componentes são os  representantes dos 15 municipios , sendo a representação oficial do Vale do Café.
Todo o Vale do Paraíba ficou marcado durante muitos anos como uma região sem lucros, remanescente de uma sociedade escravocrata e que promoveu a derrubada maciça da mata atlântica para o plantio do café[carece de fontes?]. Porém, essa mesma sociedade, no século XIX, projetou o Brasil no cenário mundial como o maior produtor e exportador de café do mundo. O ciclo do café foi, economicamente, muito mais representativo, em termos de ganho que o ciclo do ouro, tão mais comentado. E esse fato trouxe para o Brasil um desenvolvimento econômico enorme. O dinheiro do café construiu ferrovias, iluminação pública e proveu todo o tipo de investimento em infra-estrutura que o Brasil fez durante esse período, além dos verdadeiros “palácios rurais” que são as fazendas históricas construídas pelos nobres da região. À medida que as famílias cafeeiras ganhavam dinheiro com o café elas importavam o luxo que a Europa, principalmente a França, tinha a vender na época. Esse legado histórico e econômico, a despeito de qualquer posição política, merece todo o nosso respeito e, sobretudo o orgulho de nós brasileiros.
Em julho de cada ano, desde 2003, algumas das cidades da região acolhem o Festival Vale do Café, idealizado por Cristina Braga, primeira harpista da Orquestra Sinfônica do Teatro Municipal do Rio de Janeiro e com direção artística de Turíbio Santos, um evento que apresenta concertos de música nas fazendas, shows em praça pública e promove oficina de música com crianças da região.